# Рогач синий
Рогач синий (лат. Platycerus caraboides) — жук семейства рогачей. Родственным видом является Platycerus caprea.

## Описание
Жук длиной от 9 до 12 мм. Окрас тела варьируется между от бронзово-зелёного до тёмно-синего. Лапки тёмно-коричневые или у f. rufipes — красноватые.

## Распространение
Ареал Platycerus caprea: Южная и Средняя Западная Европа, на север до Южной Швеции; Латвия, Белоруссия, Молдавия, Украина. В Европейской части России северная граница идёт южнее Пскова, севернее Москвы, Нижнего Новгорода, Перми и вдоль Урала спускается к югу.

## Экология и местообитания
Обитает в широколиственных лесах европейского типа. Развитие происходит в гниющей древесине разных лиственных пород и в почве, возле корней. Лет с мая по июнь.

## Галерея

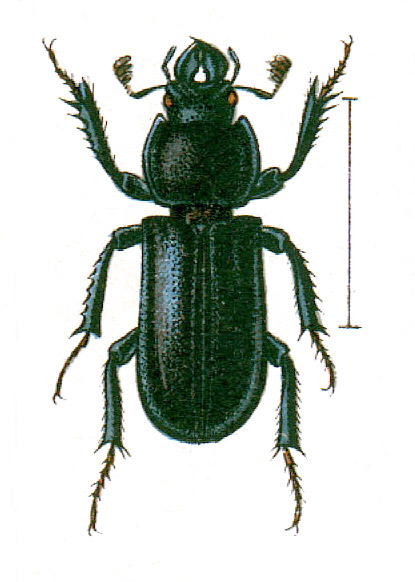
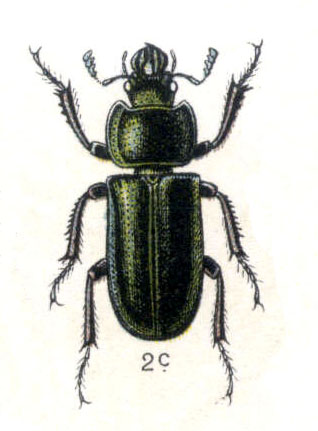
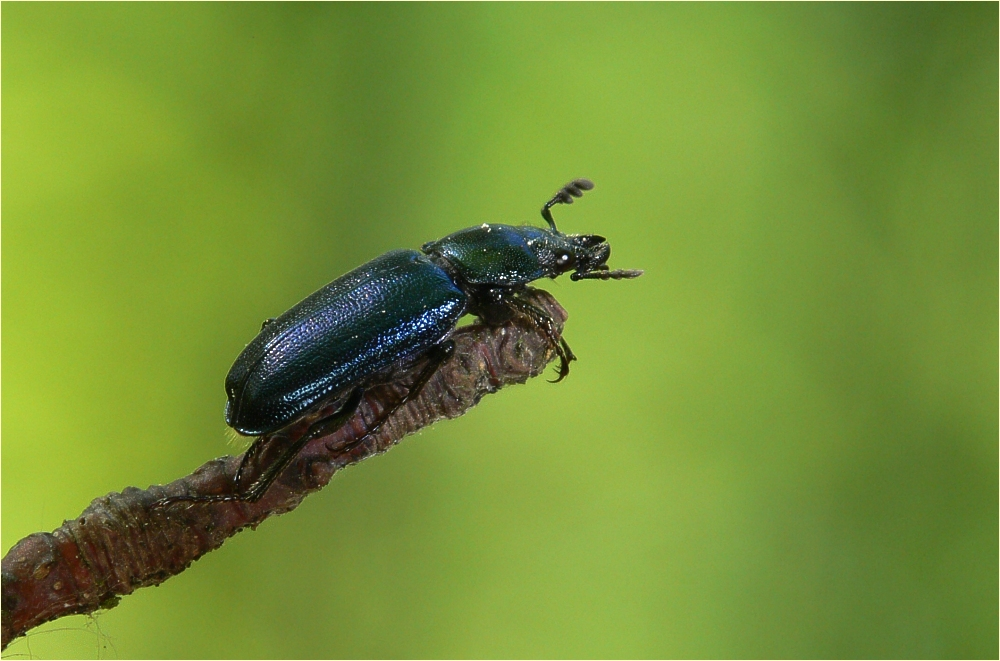